# Wahl zum Schwedischen Reichstag 1911

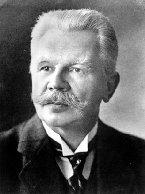
Karl Staaff

Am 10. September 1911 fand die Wahl zur Zweiten Kammer des Schwedischen Reichstags statt. Erstmals waren alle Männer wahlberechtigt, allerdings noch nicht nach dem Prinzip der Gleichheit. Auch ein Wahlrecht für Frauen gab es noch nicht.  
Dadurch kam es zu einer Verschiebung der politischen Gewichte. Die Konservativen um den bisherigen Ministerpräsidenten Arvid Lindman verloren an Einfluss, und die Sozialdemokraten gewannen hinzu. 
Der Liberale Karl Staaff wurde Ministerpräsident in einer Koalition mit den Sozialdemokraten. Gemäß seiner Wahlversprechen reduzierte er die Verteidigungsausgaben. 
Als König Gustav V. sich im Februar 1914 parteipolitisch gegen die Regierung stellte, kam es zur Borggårdskrise. Staaff trat zurück und es gab Neuwahlen. 
| Partei                                                     | % Stimmen |
| ---------------------------------------------------------- | --------- |
| Liberale Frisinnade landsföreningen                        | 40,2 %    |
| Konservative Allmänna valmansförbundet                     | 31,3 %    |
| Sozialdemokraten Sveriges socialdemokratiska arbetareparti | 28,5 %    |